# Золочевский сырзавод
Золочевский сырзавод — промышленное предприятие в городе Золочев Львовской области Украины, прекратившее своё существование.

## История
После распада Австро-Венгрии Золочев оказался в зоне боевых действий. В марте 1919 года в Золочеве началось вооружённое восстание против ЗУНР, затем город был занят польскими войсками. Позднее, в ходе советско-польской войны, с 17 августа 1920 до конца октября 1920 года Золочев удерживали части РККА, однако в дальнейшем польские войска вновь заняли город, который вошёл в состав Тарнопольского воеводства Польши.
В 1920е - 1930е годы польское правительство не было заинтересовано в промышленном развитии восточных регионов страны, и маслодельный завод был единственным промышленным предприятием, построенным в Золочеве за всё время нахождения города в составе Польши.
17 сентября 1939 года советские войска пересекли восточную границу Польши и 18 сентября 1939 года - заняли Золочев. В октябре 1939 года промышленные предприятия города были национализированы и на них был введён 8-часовой рабочий день. В декабре 1940 года на предприятиях были созданы профсоюзы.
В ходе боевых действий Великой Отечественной войны и немецкой оккупации города (с начала июля 1941 до 17 июля 1944) предприятие пострадало, но уже во втором полугодии 1944 года началось его восстановление. После восстановления работы городской электростанции, в 1944 году Золочевский маслодельный завод возобновил работу. Позднее, в связи с расширением ассортимента выпускаемой продукции, предприятие было переименовано в Золочевский маслосыродельный завод.
В 1966 году производственные мощности маслосырзавода обеспечивали возможность переработки до 500 центнеров молока в сутки, а общая стоимость выпущенной в 1966 году продукции составила 2,4 млн. рублей. В дальнейшем, в соответствии с восьмым пятилетним планом развития народного хозяйства СССР предусматривалось строительство новых объектов маслосырзавода.
В целом, в советское время завод входил в число ведущих предприятий города.
После провозглашения независимости Украины государственное предприятие было преобразовано в открытое акционерное общество "Золочевский сырзавод".
Начавшийся в 2008 году экономический кризис осложнил положение предприятия. 25 сентября 2009 года арбитражный суд Львовской области возбудил дело о банкротстве завода. В дальнейшем, предприятие прекратило производственную деятельность.